# Метапа (муниципалитет)
Метапа (исп. Metapa) — муниципалитет в Мексике, штат Чьяпас, с административным центром в посёлке Метапа-де-Домингес. Численность населения, по данным переписи 2020 года, составила 5876 человек.

## Общие сведения
Название Metapa с языка науатль можно перевести как — река агавы.
Площадь муниципалитета равна 22,8 км², что составляет менее 0,1 % от площади штата, а наиболее высоко расположенное поселение Лос-Улес, находится на высоте 126 метров.
Он граничит с другими муниципалитетами Чьяпаса: на севере и западе с Тустла-Чико, на юге с Фронтера-Идальго, а на востоке проходит государственная граница с Республикой Гватемала.

## Учреждение и состав
Муниципалитет был образован 23 декабря 1958 года, по данным 2020 года в его состав входит 7 населённых пунктов:
| Код INEGI                  | Населённый пункт                                                                                       | Численность населения (2005 год) | Численность населения (2010 год) | Численность населения (2020 год) |
| -------------------------- | --- | -------------------------------- | -------------------------------- | -------------------------------- |
| 055                        | Всего                                                                                                  | 4806                             | 5033                             | 5876                             |
| 0001                       | Метапа-де-Домингес (исп. Metapa de Domínguez) 14°50′14″ с. ш. 92°11′27″ з. д. (административный центр) | 2634                             | 2610                             | 2860                             |
| 0005                       | Лос-Улес (исп. Los Hules) 14°51′09″ с. ш. 92°11′25″ з. д.                                              | 502                              | 503                              | 877                              |
| 0003                       | Какаоаталес (исп. Cacahoatales) 14°48′19″ с. ш. 92°12′15″ з. д.                                        | 467                              | 580                              | 783                              |
| 0002                       | Эль-Ареналь (исп. El Arenal) 14°49′24″ с. ш. 92°11′23″ з. д.                                           | 466                              | 542                              | 521                              |
| 0004                       | Канделария (исп. Candelaria) 14°49′06″ с. ш. 92°12′32″ з. д.                                           | 291                              | 333                              | 448                              |
| 0006                       | Лас-Пилас (исп. Las Pilas) 14°49′38″ с. ш. 92°12′37″ з. д.                                             | 444                              | 464                              | 384                              |
| 0008                       | Сан-Хосе-эль-Эррадеро (исп. San José el Herradero) 14°49′44″ с. ш. 92°11′31″ з. д.                     | 2                                | 1                                | 3                                |
| Названия на карте Генштаба | |                                  |                                  |                                  |

## Экономическая деятельность
По статистическим данным 2000 года, работоспособное население занято по секторам экономики в следующих пропорциях:
- сельское хозяйство и животноводство — 27,9 %;
- промышленность и строительство — 15,9 %;
- торговля, сферы услуг и туризма — 51,7 %;
- безработные — 4,5 %.

### Сельское хозяйство
Основные выращиваемые культуры: кукуруза, бобы, кунжут, маниок, какао и хлопок.

### Животноводство
В муниципалитете разводится крупный рогатый скот и свиньи.

### Туризм
Основными местами паломничества туристов являются берега реки Сучьяте.

### Торговля
В муниципалитете работает несколько небольших магазинов, занимающихся реализацией продуктов питания, лекарств и других товаров.

### Услуги
В административном центре можно найти гостиничные номера, заведения питания и различные мастерские.

## Инфраструктура
По статистическим данным 2020 года, инфраструктура развита следующим образом:
- электрификация: 97,8 %;
- водоснабжение: 58,7 %;
- водоотведение: 96,2 %.